# Eadwulf Cudel di Bernicia
Eadwulf Cudel (fl. XI secolo) è stato un sovrano anglosassone, succedette al fratello Uchtred l'Ardito come Earl di Northumbria e come regnante di Bamburgh dopo che quest'ultimo fu ucciso nel 1016.

## Biografia
Tuttavia assunse il potere solo sulla Bernicia. Nel 1018, Eadwulf fu pesantemente sconfitto da re Malcolm II di Scozia nella battaglia di Carham e così la Bernicia perse il Lothian. Eadwulf morì agli inizi degli anni Venti del X secolo e a lui succedette il figlio di Uhtred, Ealdred.